# 카를 프리들란더
카를 프리들란더(영어: Carl Friedländer)는 1882년에 폐렴의 세균성 원인을 발견하는 데 도움을 준 독일의 병리학자이자 미생물학자이다. 카를 프리들란더는 1847년 11월 19일에 슐레지엔의 브제크에서 태어났고, 1887년 5월 13일에 티롤 후백국의 메라노에서 사망했다. 그는 또한 폐쇄성 혈전혈관염을 처음으로 기술했다.
1886년, 그는 앰플을 의학에 도입했다.
그는 자신이 발견한 전염성 유기체인 프리드랜더균에 의한 것으로 추정되는 호흡기 질환으로 잠시 투병하다 39세 또는 40세의 나이로 조기에 사망했다.

## 같이 보기
- 폐렴
- 폐쇄성 혈전혈관염